# Куснищанське озеро
Куснищàнське озеро — природна водойма розташована у Ковельському районі, Волинської області (Україна), поблизу села Куснища.

## Загальні відомості
Географічні характеристики: максимальна довжина 160 м, пересічна ширина 120 м, площа 2,65 га (26 650 м²), середня глибина 1,8 м, максимальна — 4 м.
Улоговина овальної форми, по периметру озеро оточене рогозом, тому для доступу до води місцеві жителі сконструювали дерев'яні містки. Живиться атмосферними та підземними водами.
Дно вкрите шаром сапропелю та водоростями:пухирник малий, водяний горіх звичайний, пухирник звичайний.
Температура води влітку піднімається до +23 °C, взимку озеро повністю покривається шаром льоду.

## Флора і фауна
В озері поширені такі види риби: щука, окунь, лин, карась сріблястий, карась золотий, верховодка звичайна, короп звичайний, амур білий, плітка звичайна, товстолобик білий.
Також у водоймі мешкають черепаха болотна європейська та видра річкова.
Щороку навесні прилітають птахи: лебеді, крижні, лиски звичайні та мешкають тут до пізньої осені.

## Охорона водойми
Жителі села активно займаються зарибленням озера та охороняють його від браконьєрів.

## Дозвілля
Місцеві жителі, під час сезону, активно займаються риболовлею та відпочивають на водоймі.
На березі озера місцева молодь сконструювала дерев'яний стіл та лави, спорудила волейбольне поле.

## Галерея

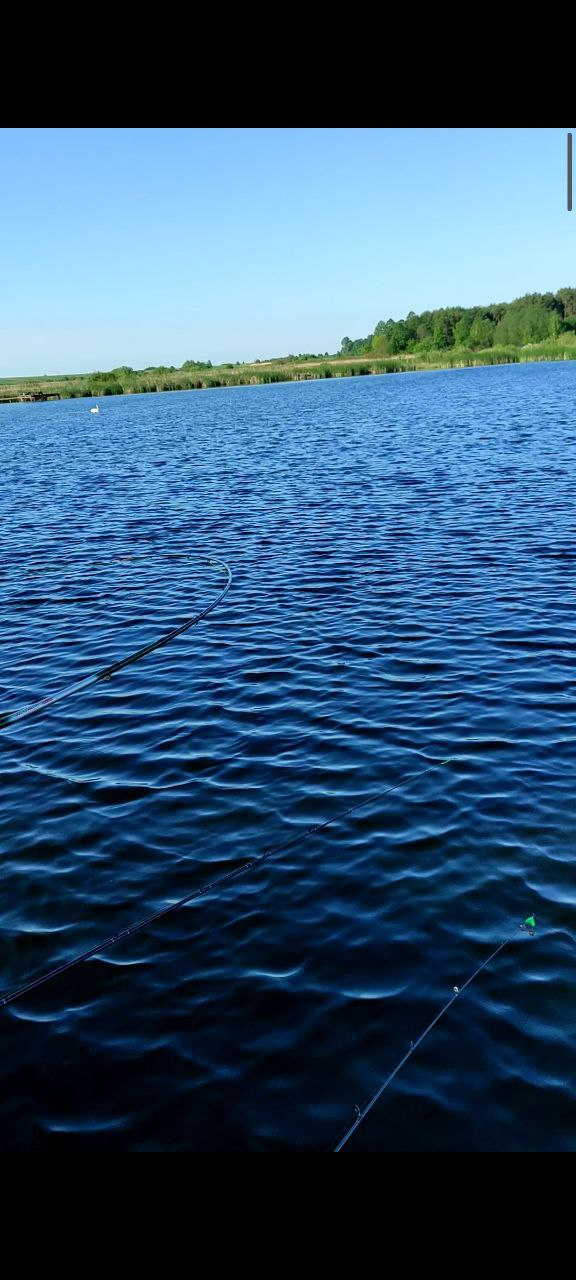
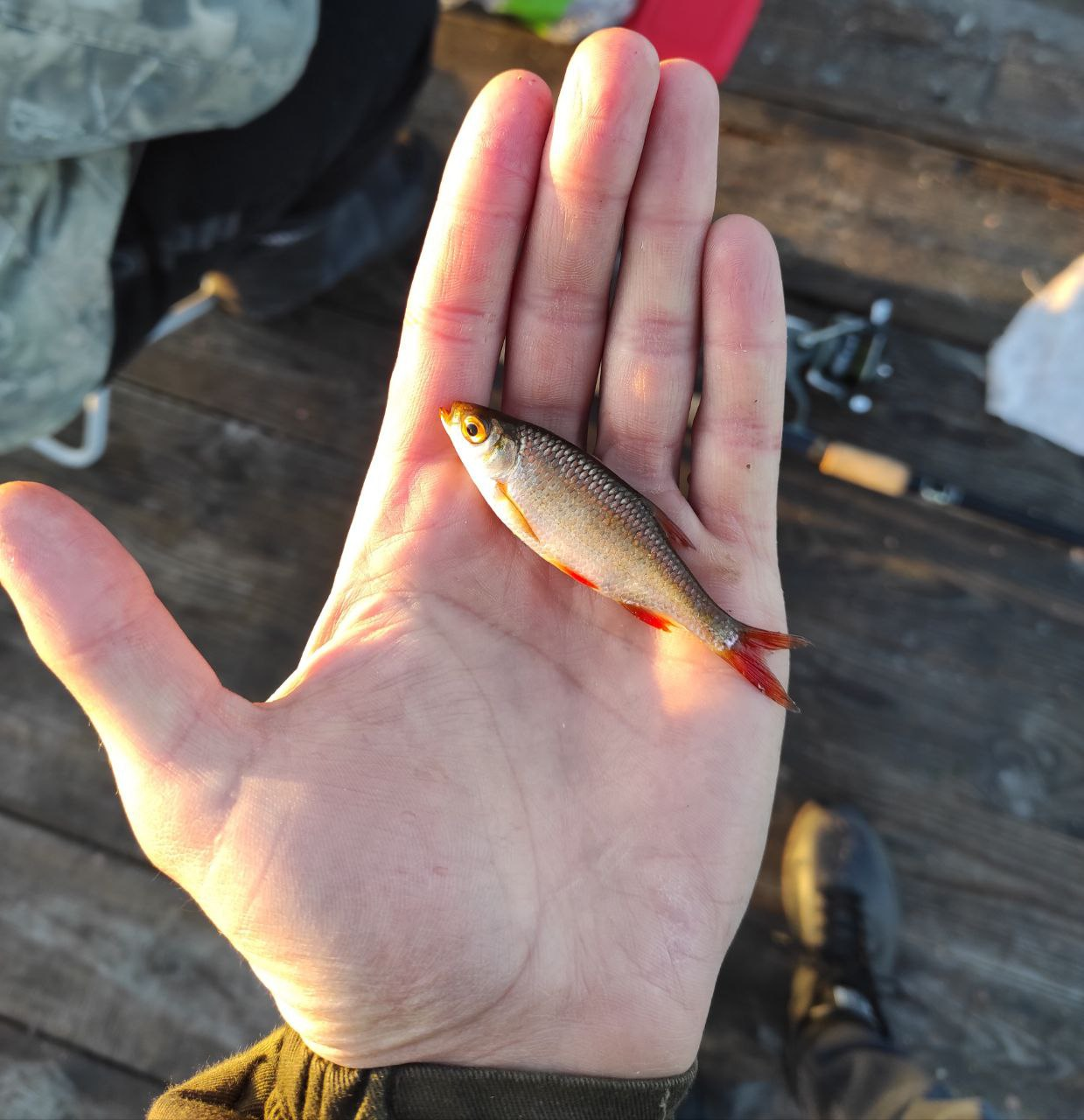
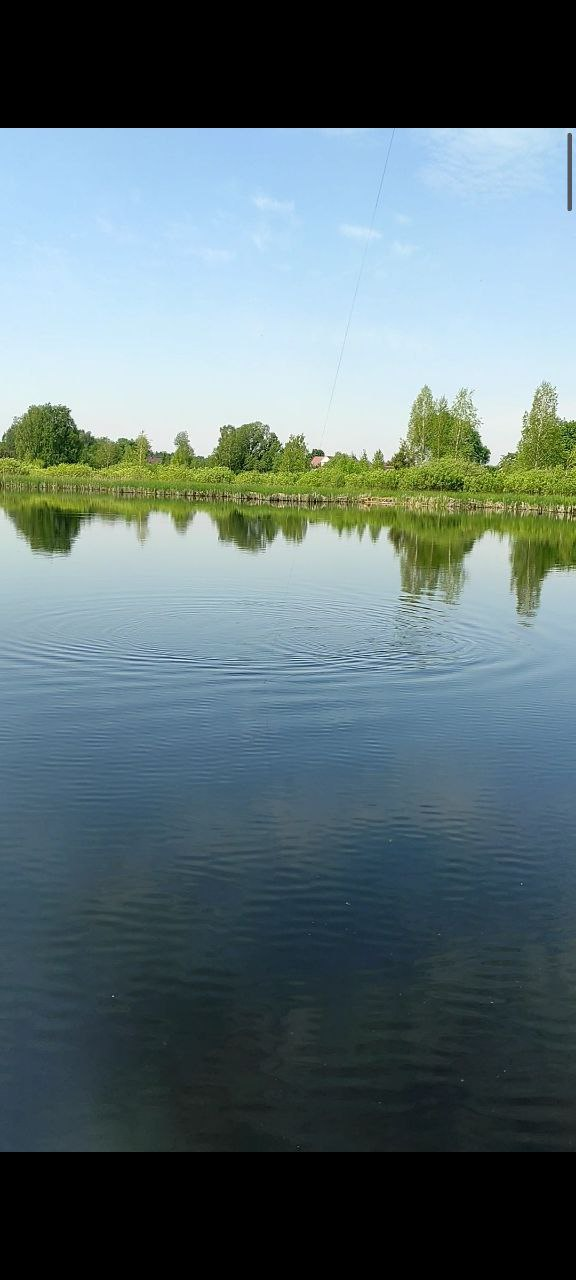
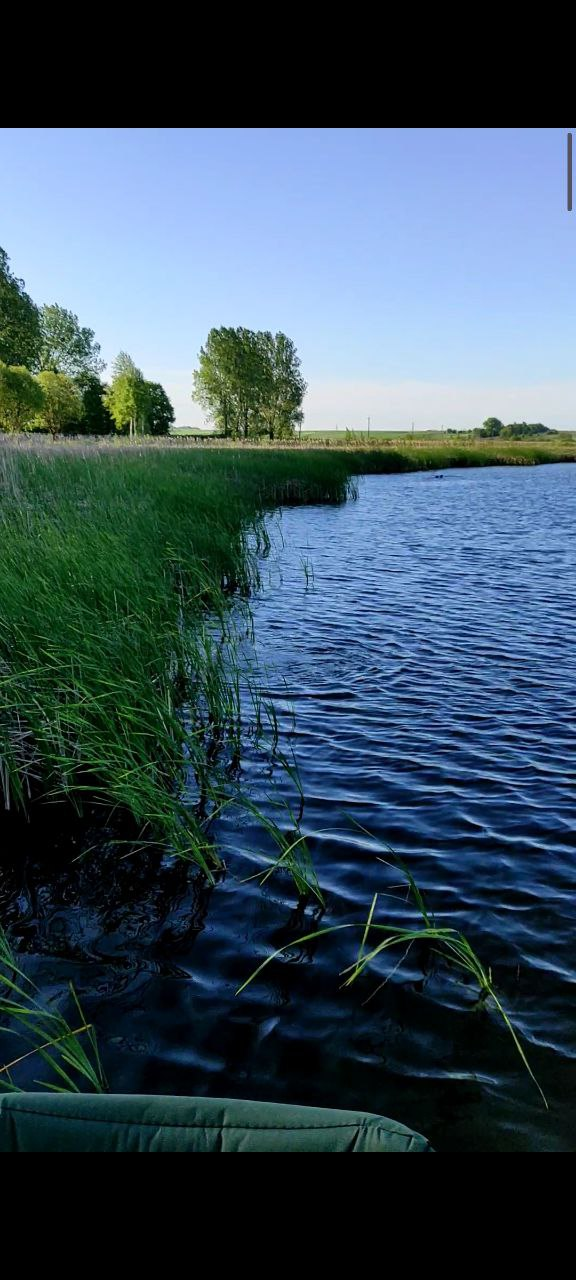
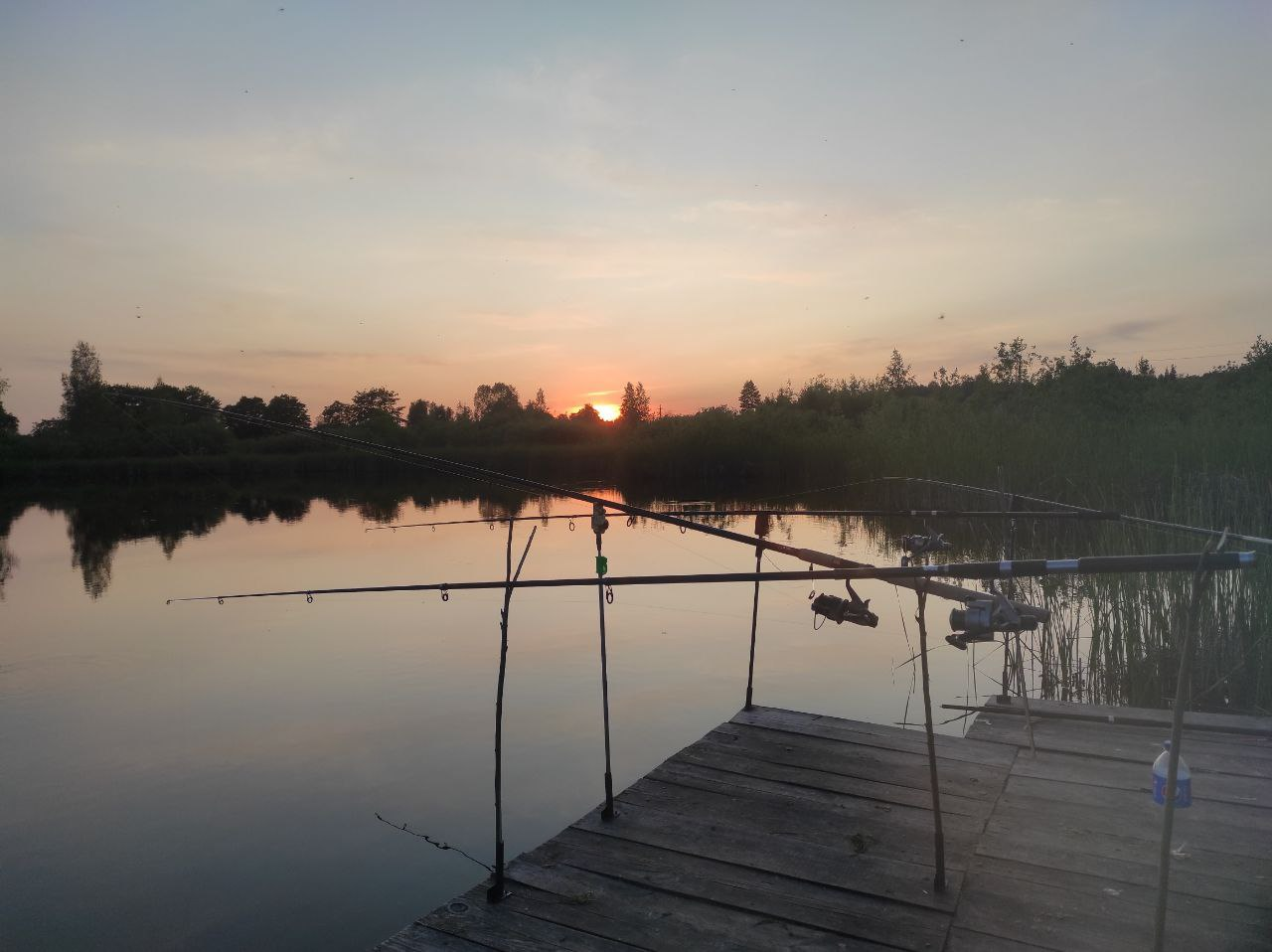